# Dlouhá Brtnice
Dlouhá Brtnice település Csehországban, a Jihlavai járásban. Dlouhá Brtnice Opatov, Otín, Hladov, Pavlov, Stará Říše, Stonařov és Brtnička településekkel határos. Lakosainak száma 379 fő (2024. január 1.).

## Népesség
A település lakosságának változását az alábbi diagram mutatja:
| Lakosok száma | 651  | 654  | 602  | 476  | 379  | 356  | 371  | 373  | 374  | 379  |
|               | 1869 | 1890 | 1921 | 1950 | 1980 | 2001 | 2017 | 2019 | 2022 | 2024 |